# Mémorial Agustín Sagasti
Le Mémorial Agustín Sagasti est une course cycliste espagnole disputée au mois de juin autour de Mungia, dans la communauté autonome du Pays basque. Créée en 2011, cette épreuve rend hommage à l'ancien cycliste professionnel Agustín Sagasti (es). Elle est organisée par la Société cycliste Valentín Uriona. 
Le Mémorial est actuellement disputé par des coureurs espoirs (moins de 23 ans). 

## Histoire
En 2016, la course compte 200 participants. L'édition 2020 est annulée en raison du contexte sanitaire lié à la pandémie de Covid-19.

## Palmarès
| Année     | Vainqueur              | Deuxième         | Troisième            |
| --------- | ---------------------- | ---------------- | -------------------- |
| 2011      | Jordi Simón            | Jesús Herrero    | Víctor Martín        |
| 2012      | André Mourato          | Jesús del Pino   | Mario González       |
| 2013      | Beñat Txoperena        | Sergey Vdovin    | Loïc Chetout         |
| 2014      | Francesc Zurita        | Alain González   | Steven Calderón      |
| 2015      | Daniel López           | Óscar Pelegrí    | Juan José Tamayo     |
| 2016      | Óscar Linares          | Sergio Vega      | Xuban Errazkin       |
| 2017      | Juan Pedro López       | Jaume Sureda     | Eduardo Llacer       |
| 2018      | Miguel Ángel Fernández | Raúl Rota        | Miguel Ángel Alcaide |
| 2019      | Santiago Mesa          | Alex Jaime       | Francisco Galván     |
| 2020-2021 | non disputé            | non disputé      | non disputé          |
| 2022      | Andrew Vollmer         | Ilia Shchegolkov | Pablo Ara            |
| 2023      | Sergio Gutiérrez       | Unai Aznar       | Pablo García         |
| 2024      | Alain Suárez           | Gabriele Bessega | Jan Castellón        |
| 2025      | Urko Vidal             | Iker Villar      | Alain Suárez         |

### Victoires par pays
| Victoires | Pays       |
| --------- | ---------- |
| 10        | Espagne    |
| 1         | Portugal   |
| 1         | Colombie   |
| 1         | États-Unis |